# Kodersdorf
Kodersdorf (hornolužickosrbsky Kodrecy) je obec v Horní Lužici v německé spolkové zemi Sasko. Nachází se v zemském okrese Zhořelec a má přibližně 2 300 obyvatel. Leží zhruba uprostřed okresu, 11 kilometrů na severozápad od okresního města Görlitz. Má přibližně 2 300 obyvatel.
Kodersdorf se administrativně dělí na části Kodersdorf, Kodersdorf-Bahnhof, Särichen (hornolužickosrbsky Zdźarki) a Wiesa. První historická zmínka je z roku 1404, kdy je zmíněna část Kodersdorf pod jménem Kosmirsdorf. Mezi místní pamětihodnosti patří více než 800 let starý kostel.
Obcí prochází německá dálnice A4.